# Água Ápia
Água Ápia (em latim: Aqua Appia ou Acqua Appia) foi o primeiro aqueduto romano, construído em 312 a.C. por Ápio Cláudio Cego, o mesmo censor responsável pela Via Ápia. Sua fonte, que Frontino identifica como estando a 780 passos de distância da Via Prenestina, teria sido supostamente estabelecida por Caio Pláucio Venox.
A Água Ápia fluía por 16,4 km, entrava em Roma pelo oriente e desembocava no Fórum Boário, perto da Porta Trigêmina e o Tibre. Quase toda sua extensão até chegar à cidade era subterrânea, uma necessidade por causa das elevações relativas entre a fonte e o destino, além da proteção adicional que esta forma de transporte ofereceu durante as Guerras Samnitas.
Depois de adentrar a região montanhosa de Roma, o aqueduto passou a alternar túneis através dos montes Célio e Aventino com uma larga seção entre os dois. Um moderno modelo para a Antiga Roma mostra que um aqueduto ao longo da Muralha Serviana sobre a Porta Capena. Seu declive era de apenas dez metros em toda sua extensão, um incrível feito de engenharia para a época.